# Мушкет

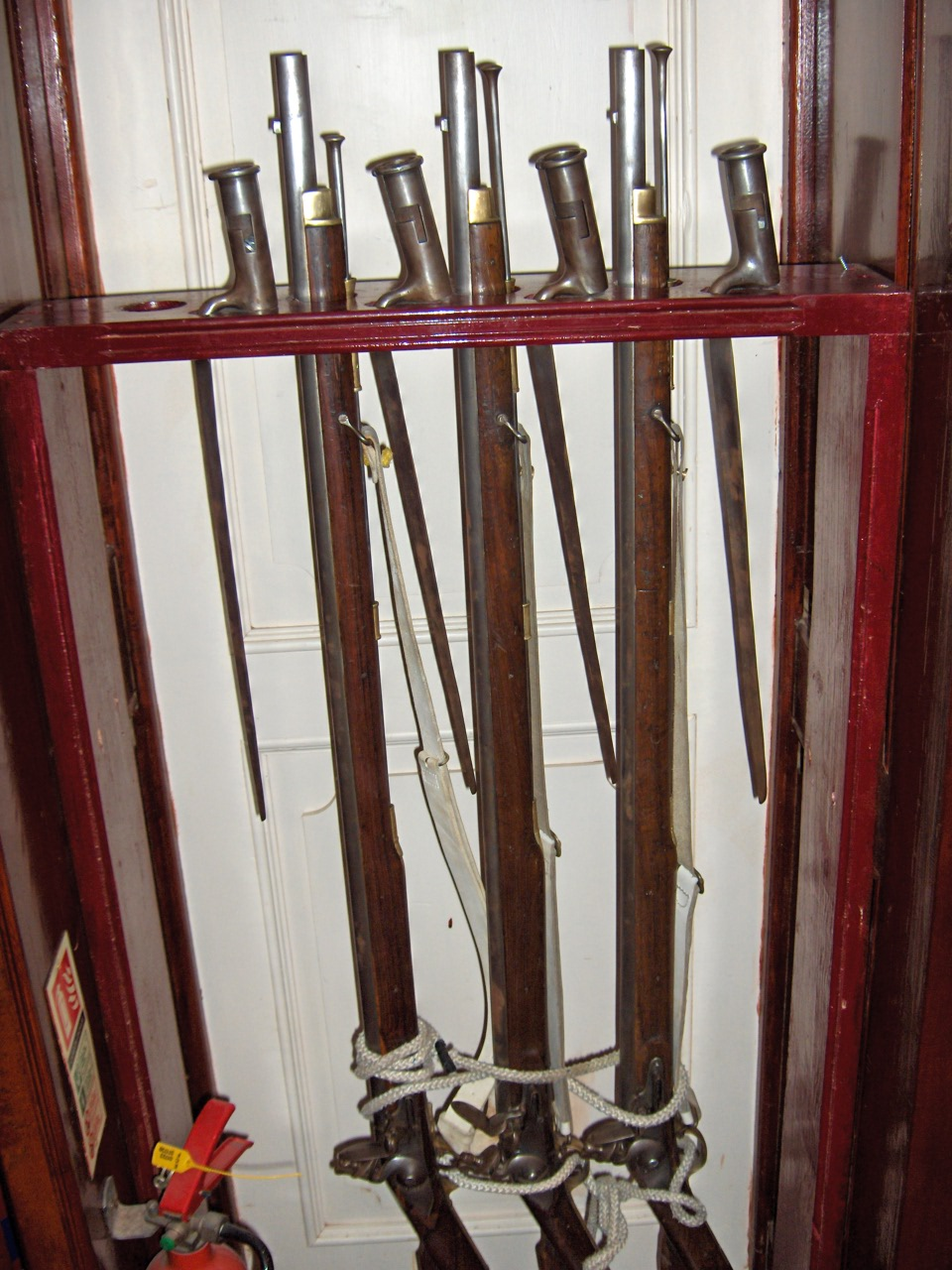
Мушкети

Мушкéт (італ. moschetto — «маленька муха, мошка») — ручна вогнепальна зброя з ґнотовим замком. Калібр — 20—23 мм, дальність стрільби — до 250 м. У Європі мушкети з'явилися вперше в Іспанії на початку XVI століття: спочатку як важкий варіант аркебуза, здатний пробивати лати. У кінці 17 — на початку 18 ст. замінені кременевими рушницями. В англомовних країнах мушкетами називалися всі гладкоствольні рушниці (англ. musket). У Російській імператорській армії мушкетами до 1810 року називалися кремінні рушниці драгунських полків, однакові з карабінами кірасирів.

## Назва
Слово мушкет походить (через посередництво пол. muszkiet, нім. Muskete, фр. mousquet) від італ. moschetto («маленька муха, мошка», «арбалетна стріла», «мушкет»); першу згадку слова moschetto відносять до 1499 року. В англійській мові словом musket після виходу з ужитку справжніх важких мушкетів аж до XIX століття продовжували називати всі гладкоствольні рушниці, внаслідок цього спостерігається змішування термінів arquebus і musket.

## Історія виникнення

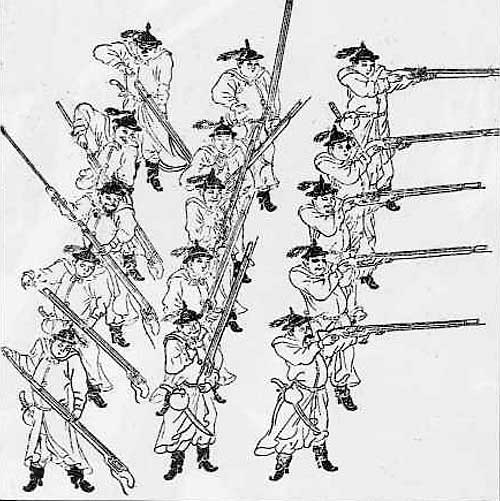
Китайські мушкетери династії Мін (1368—1644) у тренувальному строї, замальовані Цзяо Ю, воєначальником 14-го ст. династії Мін

Аркебузи, що з'явилися в XV столітті, на початок XVI вже не могли пробивати вдосконалені обладунки. Збільшення калібру до 18 мм і ваги кулі до 50 г (проти 25 г в аркебуз) вирішило проблему. Появу мушкета датують 1521 р.. Озброєних мушкетами солдатів стали називати мушкетерами.
Внаслідок великої ваги (7-8 кг) мушкет використовувався зі сошкою (замість неї могли виступати також алебарди чи бердиші). Для зменшення сили відбою стрільці надівали на праве плече шкіряну подушку. Первісно на мушкетах застосовувався ґнотовий замок. Шведський король Густав II Адольф впровадив на них колісцевий замок, а також полегшив вагу (до 5 кг), що уможливило обходитися без сошки. Вихід з ужитку важких обладунків зумовив зникнення мушкетів. Наприкінці XVII століття мушкети були замінені кременевими рушницями (фузеями). Мушкети московських стрільців мали вагу близько 6 кг (словом «мушкет» у Московській державі називали будь-яку рушницю іноземного виробництва), наприкінці XVII ст. у новій петрівській армії на зміну їм прийшли легші фузеї з багнетами.
Мушкетерам радили брати приціл на рівні гомілок (при стрільбі по кінноті — на рівні грудей або ніг коня), оскільки під час пострілу відбій підіймав ствол догори і приціл у верхню частину тіла приводив до перельоту кулі над головою противника.